# Chimalapa 2da. Sección
Chimalapa 2da. Sección är en ort i Mexiko.   Den ligger i kommunen Huimanguillo och delstaten Tabasco, i den sydöstra delen av landet, 600 km öster om huvudstaden Mexico City. Chimalapa 2da. Sección ligger 111 meter över havet och antalet invånare är 702.
Terrängen runt Chimalapa 2da. Sección är kuperad. Runt Chimalapa 2da. Sección är det ganska glesbefolkat, med 38 invånare per kvadratkilometer. Närmaste större samhälle är Rómulo Calzada, 11,2 km sydost om Chimalapa 2da. Sección. Trakten runt Chimalapa 2da. Sección består till största delen av jordbruksmark.